# 在日イタリア人
在日イタリア人（ざいにちイタリアじん）は、日本に一定期間在住するイタリア国籍の人々である。

## 統計
日本の法務省の在留外国人統計によると、2022年12月末時点で在日イタリア人は4,987人である。
在留資格別（5位まで）
| 順位 | 在留資格                 | 人数  |
| ---- | ------------------------ | ----- |
| 1    | 永住者                   | 1,321 |
| 2    | 日本人の配偶者           | 1,013 |
| 3    | 留学                     | 869   |
| 4    | 技術・人文知識・国際業務 | 854   |
| 5    | 家族滞在                 | 239   |

都道府県別（7位まで）
| 順位 | 都道府県 | 人数  |
| ---- | -------- | ----- |
| 1    | 東京     | 2,274 |
| 2    | 神奈川   | 437   |
| 3    | 大阪     | 326   |
| 4    | 京都     | 250   |
| 5    | 兵庫     | 188   |
| 6    | 愛知     | 175   |
| 7    | 千葉     | 157   |

## 著名人
スポーツ選手・監督
- アルベルト・ザッケローニ
- アレッサンドロ・マエストリ
- ミルコ・デムーロ
- ロニー・クインタレッリ

タレント・音楽家
- マッテオ・インゼオ
- パオロ
- ガエタノ・コメリ
- グラツィア・チェッケリーニ
- パンツェッタ・ジローラモ
- ベリッシモ・フランチェスコ
- ロドラ・ステファノ

教育者
- アンドレア・チヴィレ
- グラツィア・チェッケリーニ